# زاغی آبی سری‌لانکا
زاغی آبی سری‌لانکا (نام علمی: Urocissa ornata) یا کلاغ آبی سری‌لانکا نام یک گونه کم‌یاب از سرده زاغی‌های روشن است. این پرنده به غیر از جنگل‌های بارانی سری‌لانکا در هیچ جای دیگر یافت نمی‌شود.

## زندگی خانوادگی
در این گونه پدر و مادر هر دو جوجه‌ها را بزرگ می‌کنند اما فقط مادر روی آنها می‌خوابد. از نکات اخلاقی برجسته این گونه آن است که زمانی که یافتن غذا در قلمرو خانوادگی سخت می‌شود پرنده‌های جوان‌تر خانواده که پدر و مادر جوجه‌ها نیستند مانند برادرها و خواهرها نیز در تغذیه جوجه‌ها با پدر و مادر همکاری جمعی کرده و برای تولید مثل خودشان عجله نمی‌کنند تا از ادامه نسل اطمینان حاصل شود.